# Royaume arabe de Syrie
 (janvier 2020).
Si vous disposez d'ouvrages ou d'articles de référence ou si vous connaissez des sites web de qualité traitant du thème abordé ici, merci de compléter l'article en donnant les références utiles à sa vérifiabilité et en les liant à la section « Notes et références ».
8 mars 1920 – 25 juillet 1920
(4 mois et 17 jours)
Le royaume arabe de Syrie (en arabe : المملكة العربية السورية) a été proclamé du 8 mars au 25 juillet 1920. Il contrôle durant son existence les environs de Damas, Homs, Hama et Alep, mais revendique le territoire d'une Grande Syrie correspondant aux trois zones d'occupation franco-britanniques.
Le 8 mars 1920, le Congrès syrien, présidé par Hachem el-Atassi adopte une résolution, rejette l'accord signé par le dirigeant nationaliste arabe Fayçal  avec Georges Clemenceau et proclame à l'unanimité l'indépendance de la Syrie dans ses frontières naturelles (Palestine et Transjordanie incluses). Le Congrès prévoit également une union politique et économique avec l'Irak voisin, pour lequel il demande également l'indépendance.
Le premier gouvernement nationaliste est constitué le 9 mars 1920, il est dirigé par Ali Rida Pacha Rikabi. La Syrie est donc l'un des premiers pays arabes à avoir rédigé une constitution, faisant de la Syrie une monarchie bicamérale.

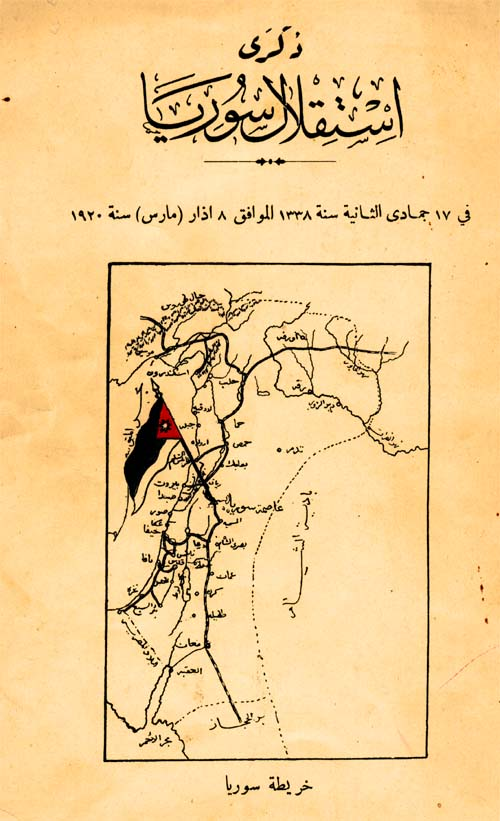
Carte du royaume arabe de Syrie.

Le 25 avril 1920, au cours de l'élaboration du traité de Sèvres, les Alliés attribuent à la France un mandat sur la Syrie (Liban inclus) et au Royaume-Uni un mandat sur la Palestine et la Mésopotamie.
L'annonce de la nouvelle entraîne en Syrie de violentes manifestations, les Syriens exigent une action gouvernementale immédiate afin de contrer les plans franco-britanniques. Ces manifestations causent la chute du gouvernement Rikabi et le roi Fayçal charge Hachem el-Atassi de constituer un nouveau gouvernement.
Ce gouvernement est formé le 7 mai 1920 et celui-ci décide d'organiser la conscription générale, lançant parallèlement un emprunt intérieur pour financer l'armée.
Cette décision provoque une levée de boucliers, tant en Europe qu'au sein du patriarcat maronite du Mont Liban, qui dénonce un « coup d'État ». À Beyrouth, la presse chrétienne anti-chérifienne affiche son hostilité à la décision prise par Fayçal.
Les nationalistes libanais sont à cette époque majoritairement composés de chrétiens. Ils profitent de cette crise pour réunir le 22 mars 1920 un "conseil administratif" à Baabda. Le conseil réunit des notables et des dignitaires chrétiens ainsi qu'un groupe de druzes. Ce conseil proclame l'indépendance du Liban.
Le 14 juillet 1920, le général Gouraud lance un ultimatum à Fayçal, l'invitant à se soumettre ou à se démettre.
Sachant que l'équilibre des forces n'est pas à son avantage, Fayçal décide de collaborer.
Cependant, le jeune ministre de la Guerre Youssef al-Azmeh refuse de déposer les armes et mène une ultime bataille contre les Français. La bataille de Khan Mayssaloun est gagnée en moins d'une journée par les Français sous le commandement du général Mariano Goybet, et Azmeh y trouve la mort avec la plupart des hommes qui avaient conduit la révolte arabe à Médine.
Fayçal est contraint à l'exil, et en 1921, les Britanniques le placent à la tête de l'Irak, dans le cadre du mandat britannique de Mésopotamie.